# Trophée NHK 1985
Navigation
Édition précédente Édition suivante
Le Trophée NHK (en anglais : NHK Trophy) est une compétition internationale de patinage artistique qui se déroule au Japon au cours de l'automne. Il accueille des patineurs amateurs de niveau senior dans quatre catégories: simple messieurs, simple dames, couple artistique et danse sur glace.
Le septième Trophée NHK est organisé du 21 au 24 novembre 1985 à Kōbe. 

## Résultats

### Messieurs
| Rang    | Nom             | Pays             | Points | Prog. court | Prog. libre |
| ------- | --------------- | ---------------- | ------ | ----------- | ----------- |
| 1       | Brian Boitano   | États-Unis       | 2.2    | 3           | 1           |
| 2       | Brian Orser     | Canada           | 2.4    | 1           | 2           |
| 3       | Viktor Petrenko | Union soviétique | 5.0    | 5           | 3           |
| 4       | Masaru Ogawa    | Japon            | 5.6    | 4           | 4           |
| 5       | Tatsuya Fujii   | Japon            | 7.4    | 6           | 5           |
| 6       | Zhang Shubin    | Chine            | 9.2    | 8           | 6           |
| 7       | Neil Paterson   | Canada           | 10.6   | 9           | 7           |
| 8       | Makoto Kano     | Japon            | 12.6   | 10          | 8           |
| Abandon | Jozef Sabovčík  | Tchécoslovaquie  |        |             |             |
| Abandon | Scott Williams  | États-Unis       |        |             |             |

### Dames
| Rang | Nom           | Pays         | Points | Prog. court | Prog. libre |
| ---- | ------------- | ------------ | ------ | ----------- | ----------- |
| 1    | Midori Ito    | Japon        | 1.4    | 1           | 1           |
| 2    | Cynthia Coull | Canada       | 2.8    | 2           | 2           |
| 3    | Juri Ozawa    | Japon        | 4.2    | 3           | 3           |
| 4    | Sachie Yuki   | Japon        | 6.4    | 6           | 4           |
| 5    | Kathryn Adams | États-Unis   | 6.6    | 4           | 5           |
| 6    | Leslie Sikes  | États-Unis   | 8.0    | 5           | 6           |
| 7    | Charlene Wong | Canada       | 10.2   | 8           | 7           |
| 8    | Masako Kato   | Japon        | 10.8   | 7           | 8           |
| 9    | Izumi Aotani  | Japon        | 12.6   | 9           | 9           |
| 10   | Jiang Yibing  | Chine        | 14.0   | 10          | 10          |
| 11   | Byun Sung Jin | Corée du Sud | 15.4   | 11          | 11          |

### Couples
| Rang | Nom                               | Pays               | Points | Prog. court | Prog. libre |
| ---- | --------------------------------- | ------------------ | ------ | ----------- | ----------- |
| 1    | Gillian Wachsman / Todd Waggoner  | États-Unis         | 1.8    | 2           | 1           |
| 2    | Veronika Pershina / Marat Akbarov | Union soviétique   | 2.4    | 1           | 2           |
| 3    | Denise Benning / Lyndon Johnston  | Canada             | 4.6    | 4           | 3           |
| 4    | Maria Lako / Michael Blicharski   | Allemagne de l'Est | 6.0    | 5           | 4           |
| 5    | Katrin Kanitz / Tobias Schröter   | Allemagne de l'Est | 6.2    | 3           | 5           |

### Danse sur glace
| Rang | Nom                                  | Pays             | Points | Danse originale | Danse libre |
| ---- | ------------------------------------ | ---------------- | ------ | --------------- | ----------- |
| 1    | Marina Klimova / Sergueï Ponomarenko | Union soviétique | 1.4    | 1               | 1           |
| 2    | Karyn Garossino / Rod Garossino      | Canada           | 2.8    | 2               | 2           |
| 3    | Sharon Jones / Paul Askham           | Royaume-Uni      | 4.2    | 3               | 3           |
| 4    | Susan Wynne / Joseph Druar           | États-Unis       | 5.6    | 4               | 4           |
| 5    | Tomoko Tanaka / Hiroyuki Suzuki      | Japon            | 7.0    | 5               | 5           |
| 6    | Junko Ito / Hiroaki Tokita           | Japon            | 8.4    | 6               | 6           |

## Source
- (en) « Ice ABROAD, 1985 NHK TROPHY », sur usfsa.xmlmanager.qg.com